# 레지스 투미

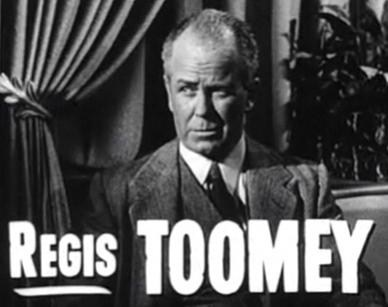

리지스 투미(Regis Toomey, 영어 발음: /ˈridʒɪs/, 1898년 8월 13일 ~ 1991년 10월 12일)는 미국의 배우이다.
피츠버그에서 태어났으며 우들랜드힐스에서 사망하였다.

## 출연 작품
- 캐리 트리트먼트 (1972년)
- 커버 미 베이브 (1970년)
- 아웃 오브 타우너스 (1970년)
- 체인지 오브 해빗 (1969년)
- 건 (1967년)
- 가장 좋은 남성용 스포츠 (1964년)
- 해저 여행 (1961년)
- 심부름 소년 (1961년)
- 마지막 일몰 (1961년)
- 워락 (1959년)
- 그레이트 데이 인 더 모닝 (1956년)
- 샤이안 (1955년)
- 아가씨와 건달들 (1955년)
- 비상착륙 (1954년)
- 테이크 더 하이 그라운드! (1953년)
- 마이 식스 컨빅츠 (1952년)
- 당신만을 (1952년)
- 톨 타겟 (1951년)
- 쇼 보트 (1951년)
- 크라이 댄저 (1951년)
- 비욘드 더 프레스트 (1949년)
- 마이티 조 영 (1949년)
- 컴 투 더 스테이블 (1949년)
- 로 딜 (1948년)
- 녹색 머리의 소년 (1948년)
- 비숍스와이프 (1947년)
- 마법의 도시 (1947년)
- 이혼의 아이들 (1946년)
- 명탐정 필립 (1946년)
- 기이한 환영 (1945년) - 마틴 빈센트 박사 역
- 스펠바운드 (1945년)
- 폴로우 더 보이즈 (1944년)
- 데블 앤 미스 존스 (1941년)
- 존 도우를 찾아서 (1941년)
- 북서 기마 순찰대 (1940년)
- 그의 연인 프라이데이 (1940년)
- 나치 스파이의 고백 (1939년) - 톰 인 커피 삽 역
- 잠수함 D-1 (1937년)
- 더 크라우드 로어스 (1932년)
- 스트리트 오브 찬스 (1930년)
- 알리바이 (1929년)

### 텔레비전
- 디즈니랜드 (1954년) - 데이빗 하우웰 역
- 페리 메이슨 (1957년)

## 도서
- The Phantom Creeps